# خوسيه باشيني
خوسيه باشيني (بالإسبانية: José Pacini)‏ هو لاعب كرة قدم أرجنتيني في مركز الهجوم، ولد في 8 يونيو 1976 في سانتا في في الأرجنتين. لعب مع ديفينسوريس دي بيلغرانو وريال إسبانيا ونادي بلاتنسي ونادي بيدا ونادي فيكتوريا ونادي ماراثون.